# Таміка тамариксова
Та́міка тамариксова (Cisticola haesitatus) — вид горобцеподібних птахів родини тамікових (Cisticolidae). Ендемік Сокотри.

## Опис
Довжина птаха становить 10 см. Верхня частина тіла коричнева, смугаста, надхвістя і верхні покривні пера хвоста рудуваті. Хвіст короткий. Нижня частина тіла світла.

## Поширення і екологія
Тамариксові таміки живуть в прибережних тамариксових і содникових заростях здебільшого на висоті до 100 м над рівнем моря. Сезон розмноження триває з середини жовтня до кінця квітня.

## Збереження
Популяцію тамариксових тамік оцінюють в 9000 птахів. Хоча популяція птахів в останні десятиліття не зменшувалась, а вплив людини на середоивще проживання птаха невеликий, через невелику популяцію МСОП вважає стан збереження виду близьким до загрозливого.